# Velasco (1764)
El Velasco fue un navío de línea español construido en el arsenal de Cartagena. El navío fue el fruto de doce años de modificaciones realizadas por Jorge Juan para perfeccionar el llamado sistema a la inglesa y este navío serviría como modelo para la construcción de todos los buques posteriores de igual porte. Su epónimo honra, por orden Carlos III de 11 de diciembre de 1762, la memoria del capitán de navío Luis Vicente de Velasco e Isla, fallecido en combate el 31 de julio de 1762 en la defensa del castillo del Morro de La Habana, en el marco de la Guerra de los Siete Años. Como era tradicional,  en los buques de la Armada Española de la época de nombre no religioso, tenía un  nombre de advocación:  San Luis Obispo.

## Construcción
La quilla se puso sobre la grada del Arsenal de Cartagena el 21 de mayo de 1762, y su construcción se vio retrasada por la falta de materia prima, por lo que se tuvo que recurrir a una partida de madera llegada de Rumanía para terminarla. Fue botado el 18 de agosto de 1764 y posteriormente, y según los mismos planos, se construyó en el mismo astillero el navío San Genaro, resultando buques casi gemelos. El diseño del buque correspondió a Edward Bryant y su construcción fue dirigida por los hermanos Agustín y Juan de Monteceli.
Su puntal era de 23 pies de Burgos y 2 pulgadas (6,66 m), y llevaba un lastre total de 9000 quintales (414 tn).

## Historial de servicio

### Primeras travesías
El 19 de octubre de 1764 embarcó en el Velasco la dotación del Atlante para realizar sus primeras navegaciones. Entre el 6 y el 22 de noviembre de 1764 efectuó sus pruebas de mar con tales resultados que el rey ordenó la construcción de navíos de igual porte con sus planos y medidas.
El 14 de enero de 1765 se otorgó el mando al capitán de navío Pedro González de Castejón y Salazar con la misión de ejercer el corso en el mar Mediterráneo, tras lo cual regresó a Cartagena el 18 de febrero. El 21 de marzo zarpó desde Cartagena para trasladar a Nápoles al embajador de Portugal, regresando a Cartagena el 1 de junio. El 1 de febrero de 1765 se embarcó un joven Ramón Topete y Fuentes, futuro jefe de escuadra de la Armada. Estuvo en el Velasco al mando del capitán de navío Pedro Castejón, hasta el 14 de agosto en que transbordó al navío Guerrero.
Se unió posteriormente en Cartagena a la escuadra de Juan José Navarro, marqués de la Victoria, junto con los navíos Arrogante, Triunfante, Atlante, Galicia, Princesa, Guerrero, Rayo y Poderoso, dos chambequines y cinco buques menores. Tenían la misión de recalar en Génova para llevar a la infanta María Luisa de Borbón con motivo de su enlace nupcial que se celebraría en Innsbruck. Y de retorno, trajo a la península a la princesa María Luisa de Parma. Cuando quedó disuelta esta escuadra, retornó a Cartagena el 11 de agosto, donde fue desarmado, dejando el mando González de Castejón en marzo de 1766. Las obras de carenado del navío duraron hasta el 3 de julio de 1767, fecha en la que quedó en Cartagena desarmado.
En 1769 realizó varios cruceros de corso al mando del capitán de navío Alejo Gutiérrez Rubalcava. El 18 de septiembre de 1769 tomó el mando el capitán de navío Adrián Caudrón de Cantín. Entre el 21 de marzo de 1770 y el 13 de agosto de 1771 entró en el dique seco en Cartagena, donde se le efectuó carena en firme y se le forró de nuevo el casco. Volvió a entrar en dique seco el 19 de noviembre de 1774 a causa de una vía de agua, que quedó reparada el 24 de diciembre de 1774.

### Expedición a Argel
En mayo de 1775 se reunieron en Cartagena tres divisiones para la expedición a Argel, expedición en la que participó el Velasco Desde el departamento de Ferrol salieron los buques en abril al mando del brigadier Juan Antonio Cordero con rumbo a Cádiz, donde se reunió con la división del jefe de escuadra Antonio de Arce, que tenía como buque insignia el navío San Francisco de Paula. El 7 de mayo, partieron las dos escuadras con rumbo a Cartagena, a donde puso rumbo la división que zarpó el 9 de mayo de Barcelona. 
La escuadra, al mando del teniente general Pedro González de Castejón y Salazar, zarpó de Cartagena el 23 de junio y estaba compuesta por los navíos Velasco, al mando del capitán de navío Alfonso de Alburquerque y como buque insignia de Castejón, San Francisco de Paula, Oriente, San Rafael, Diligente y San José, 12 fragatas, 5 urcas, 9 jabeques, 3 paquebotes, 4 bombardas, 7 galeotas y 230 transportes. y arribó el 30 de junio frente a Argel, donde desembarcó las tropas el 8 de julio. La expedición fue un fracaso, y las tropas volvieron a embarcar al día siguiente con la pérdida de 5.000 hombres de un total de 18.400 desembarcados. La escuadra fondeó en Alicante entre el 14 y el 19 de julio.

### Periodos de instrucción y visita a Portugal
En 1776 pasó destinado a Cádiz al mando del capitán de navío Manuel González Guiral, y se incorporó en el mes de mayo a la flota del jefe de escuadra Miguel Gastón de Iriarte, compuesta por otros cuatro navíos, dos fragatas, un chambequín y dos paquebotes, para realizar un crucero por el Atlántico a la altura del cabo de San Vicente entre el 20 de mayo y el 22 de julio, en las operaciones que se desarrollaban contra Portugal. El 18 de junio entraron en Lisboa con el pretexto de embarcar agua, aunque el auténtico motivo fue mostrar el pabellón. El jefe de escuadra Gastón y sus oficiales fueron recibidos por el marqués de Pombal y más tarde por la reina de Portugal Mariana Victoria de Borbón. 
Efectuó una nueva salida el 15 de agosto, junto con otros tres navíos y dos fragatas, para realizar prácticas y patrullar al oeste de las islas Canarias para reconocimiento de las embarcaciones que encontrasen y detención de las que llevasen pertrechos sin facturar. La división fondeó en la isla de La Palma y regresó a Cádiz el 11 de noviembre. 

### Guerra de Independencia de los Estados Unidos
Desde finales del año 1776 hasta mediados de 1777 permaneció atracado en Cádiz y zarpó después rumbo a Ferrol. El 23 de junio de 1779, al día siguiente de que España declarara la guerra a Gran Bretaña, partió de Cádiz al mando del capitán de navío Santiago Muñoz de Velasco con la escuadra del teniente general Luis de Córdova y Córdova para la primera campaña del Canal de la Mancha, donde el Velasco quedó integrado en la escuadra de observación a cargo del propio Córdova. Tras el fracaso de la campaña, la escuadra entró en Brest el 13 de septiembre, donde el 20 de octubre se decidió el regreso del grueso de la escuadra de Luis de Córdova a Cádiz.
En el puerto francés permaneció una escuadra española al mando del teniente general Miguel Gastón, compuesta por veinte navíos españoles, entre los que se encontraba el Velasco, cuatro navíos franceses y varias fragatas. Esta escuadra zarpó de Brest el 13 de enero de 1780 y llegó a Cádiz dispersada por los temporales; el Velasco arribó el 3 de febrero. 
El 28 de abril de 1780, zarpó de Cádiz con la escuadra de José Solano y Bote. Tras dejar tropas en Puerto Rico entró en La Habana el 4 de agosto. En abril de 1781 participó en la ocupación de Pensacola con la escuadra al mando de José Solano y Bote.
El 5 de marzo de 1782 debía zarpar de La Habana con la escuadra de Solano, compuesta por siete navíos, dos bergantines, dos corbetas y 72 mercantes con destino al puerto de Guárico, que llevaban a bordo 5.728 hombres para la ocupación de Jamaica y que llegó a Guárico el 8 de abril, donde se unieron a la división de otros cuatro navíos al mando del brigadier Francisco de Borja y varios navíos franceses. El Velasco, al mando del capitán de navío Vicente Hezeta, zarpó de La Habana el 14 de abril, ya que había quedado desarbolado, y llegó a Guárico el 2 de mayo siguiente junto con otros catorce buques, separados de la escuadra de Solano. 
El 22 de abril salió la escuadra de Solano para proteger la llegada de un convoy francés y de la escuadra de 19 navíos al mando de Vaudreuil, que venían con muchas averías tras el combate contra la escuadra de Rodney el 12 de abril en Los Santos. Retornan a Guárico el 26 de abril, donde se decidió suspender las operaciones de ocupación de Jamaica, tras lo cual la escuadra de Solano zarpó el 4 de julio y arribó a La Habana el 20 de julio. 
El 27 de agosto zarpó el Velasco de La Habana con la fragata Santa Cecilia para recoger en Veracruz fondos monetarios, tropas y víveres en previsión de un ataque de la escuadra británica de Rodney a La Habana.

### Últimos servicios
El 1 de junio de 1783, finalizada la contienda, zarpó de La Habanai al mando del capitán de navío Antonio de O’Carol y entró en Cádiz el 20 de julio.
Por Real Orden del 22 de noviembre de 1783 quedó desarmado en Cartagena y permaneció en la misma situación hasta 1786, bajo el mando del capitán de navío Andrés Tacón. En 1787 se rearma a flote en el arsenal de Cartagena, y queda asignado a las fuerzas del departamento, al mando del capitán de fragata Antonio Barrientos y posteriormente al del capitán de navío Antonio Pascual. 
En 1791 se encontraba en situación de desarme bajo el mando del capitán de navío Vicente Hezeta, situación en la que permanecía en 1793 al mando del capitán de navío José Guimbarda. A principios de julio de 1796 pasó su mando al brigadier Miguel Tacón. 
El 4 de septiembre de 1796 el buque desapareció de los registros de la Armada. Por Real Orden de 25 de octubre de 1796 se dispuso su desguace. En las listas de la Armada de 1800 figuraba como desarmado, al mando del brigadier Pedro Antonio de Rístori. Finalmente, al llevar varios años fuera de servicio, fue desguazado en Cartagena en 1801.